# 빙식 작용

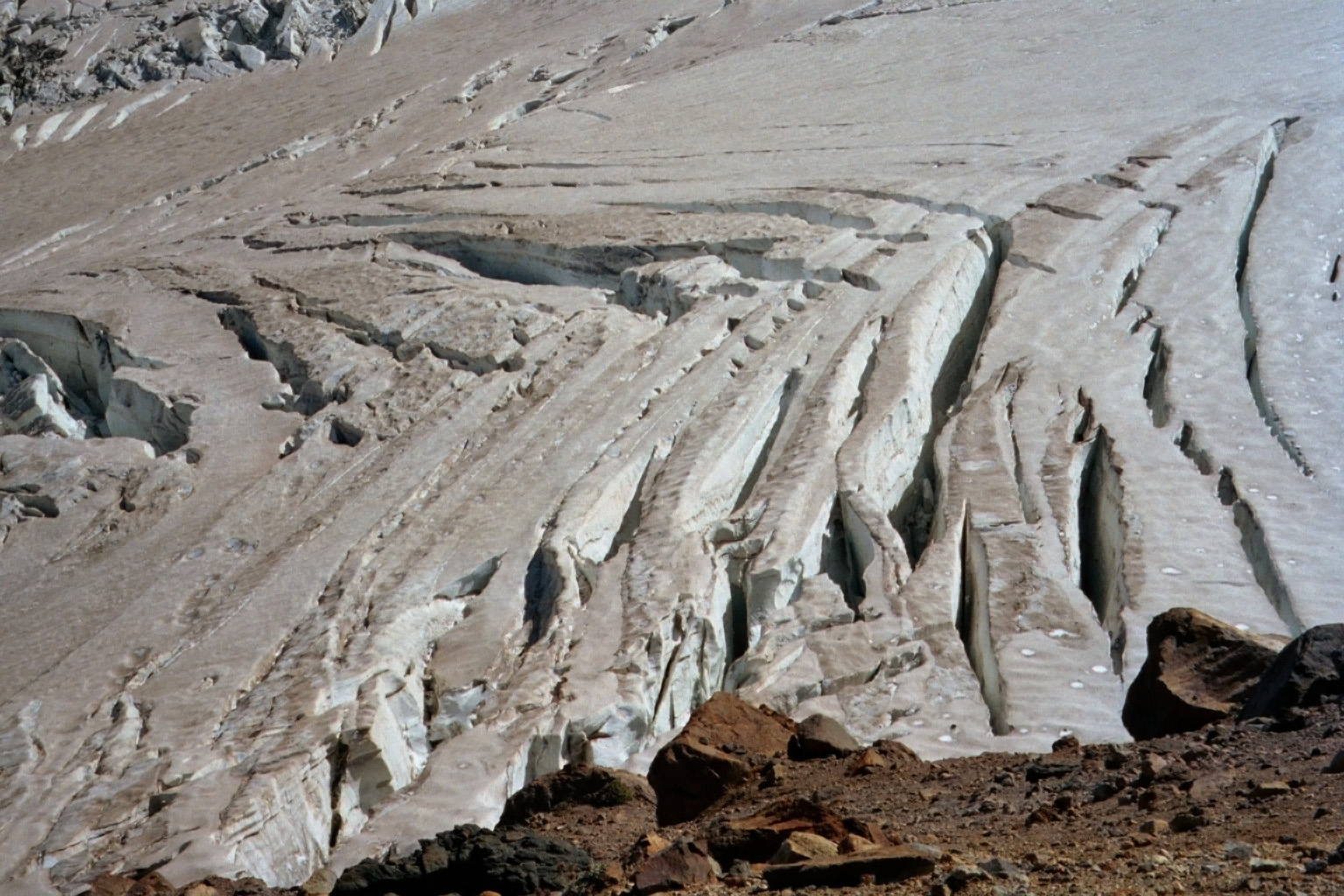
크레바스의 모습

빙식 작용(glacial erosion , 氷蝕作用)은 빙하가 이동하면서 기반 암석을 침식하는 지형 형성 작용을 말한다. 이 과정에서는 빙하 주변이나 바닥에서 동결로 인한 암석의 파쇄가 일어나며, 동시에 빙하가 이동하면서 암석 표면을 마모시키는 연마 작용이 함께 발생한다. 이러한 작용은 육지의 기복을 강하게 깎아내어 비교적 평탄한 지형을 형성하지만, 하천 침식에 비해 그 영향 범위는 상대적으로 제한적이다. 대표적인 빙식 지형으로는 크레바스, 빙하 찰흔, 양배암 등이 있으며, U자곡이나 카르 같은 지형도 이러한 과정에서 만들어진다. 그 외에도 모레인(빙퇴석), 드럼린, 에스커, 빙하호 등이 이 작용에 의해 만들어진다.

## 과정
빙식 작용은 크레바스 아래에서 융빙수의 동결로 인해 발생하는 파쇄작용과, 빙하의 흐름에 따른 연마작용이라는 두 가지 방식으로 기반암을 침식한다. 이 작용은 특히 두드러지게 나타나며, 홍적세(플라이스토세) 동안 빙하가 광범위하게 발달했던 고위도 지역이나 고산 지대에서는 오늘날에도 뚜렷한 빙식 지형을 쉽게 찾아볼 수 있다. 다만, 빙하는 육지의 일부 지역만을 덮고 있어 하각 작용(하천 침식)에 비해 빙식의 범위는 제한적이다. 융빙수가 얼고 녹는 과정을 반복하며 일으키는 파쇄작용은 주로 빙하 주변이나 바닥에서 발생한다. 이는 낮과 밤의 기온 차로 인해 빙하 일부가 융해와 동결을 반복하면서 암석을 쐐기처럼 밀어내며 강한 기계적 작용을 일으키는 것이다.

## 결과

### 빙식 지형
빙하는 주변 암벽에서 떨어진 암설이나 파쇄된 암편을 다량 포함하고 있어, 이동하면서 마치 거대한 줄처럼 암반을 연마한다. 그 결과 기반암은 닳아 반들반들해지고, 빙하찰흔이나 홈과 같은 흔적이 남는다.
곡빙하의 상류부에서는 깊은 곡선 형태의 크레바스가 형성되며, 이 부위에서는 특히 격렬한 파쇄가 일어나 깎아지른 듯한 벼랑이 형성된다. 빙하가 사라진 뒤에는 기복이 평탄해지고 표토가 제거되어, 매끄러운 암반이 노출된 양배암 지형이 형성된다.

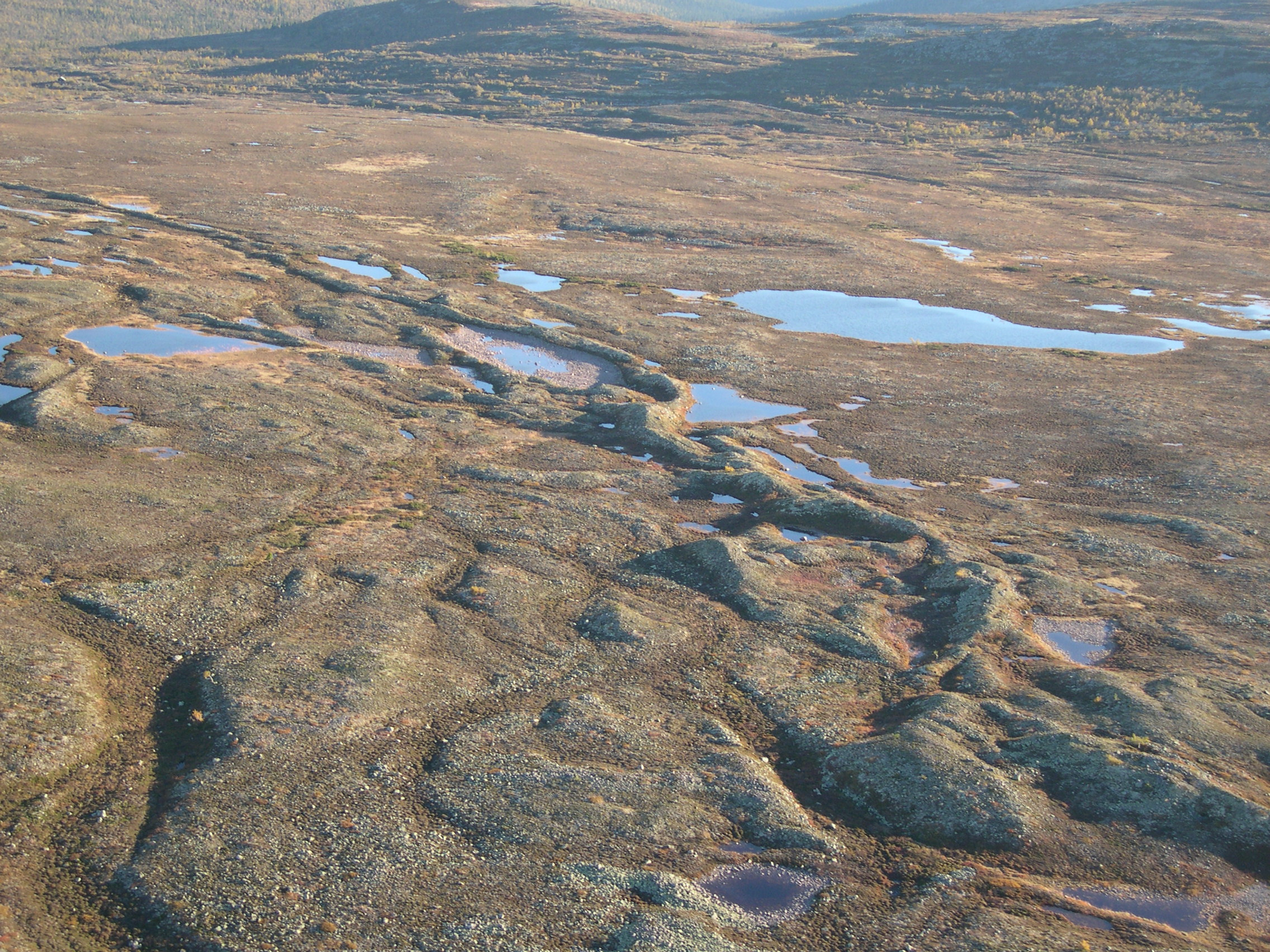
스웨덴 풀루피엘레트 국립공원(Fulufjället)의 에스커

곡빙하의 침식 작용에 의해 형성된 주요 빙식 지형으로는 산 정상 부근에 반원형으로 팬 움푹한 지형인 권곡(카르), 권곡 사이에 남아 있는 날카로운 봉우리인 호른(horn), 원래의 V자형 계곡이 침식되어 넓어진 빙식곡(U자곡), 그리고 U자곡의 측면에서 이어지는 또 하나의 U자곡인 현곡 등이 있다.
한편, 곡빙하의 퇴적 작용으로 형성된 대표적인 빙적 지형에는 빙하가 끝나는 지점에 빙하물질이 쌓여 형성된 모레인(빙퇴석), 빙하가 이동하면서 기존의 구릉이나 모레인을 침식해 형성한 유선형의 구릉인 드럼린, 그리고 빙하 아래 얼음 터널을 따라 흐르던 융빙수가 퇴적물을 쌓아 올려 만들어진 제방 모양의 지형인 에스커, 융빙수가 모레인에 의해 막히면서 물이 고여 형성된 호수인 빙하호 등이 있다.
이러한 빙하 지형은 독특한 형태로 인해 산지나 해안 지역에서 주목받으며 관광 자원으로도 활용되고 있다. 국내에서는 백두산 정상 부근의 관모봉 일대에서 권곡 지형이 관찰되어, 우리나라에도 빙하 지형의 흔적이 존재함을 보여준다.